# Akdeniz Airlines
Akdeniz Airlines, eigentlich Akdeniz Hava Yolları, war eine türkische Charterfluggesellschaft mit Sitz in Istanbul.

## Geschichte
Die Gründung von Akdeniz Airlines erfolgte zu Beginn des Jahres 1995. Der eigentlich angedachte Einsatz von Flugzeugen des Types Boeing 757 hatte sich finanziell nicht realisieren lassen, sodass im Juni desselben Jahres der Flugbetrieb mit drei Airbus A300B4 aufgenommen wurde. Die Auslastung gestaltete sich eher unzufriedenstellend; nicht selten blieben die Flugzeuge in Antalya oder Istanbul aufgrund fehlender Aufträge am Boden. Die wirtschaftliche Situation gipfelte schließlich darin, dass die US-Leasingfirmen einen Airbus A300 zurückforderten und die anderen beiden Maschinen am Flughafen London-Stansted nicht zum Flug freigaben. So musste Akdeniz Airlines den Flugbetrieb im November 1995 einstellen.
Mehrere Anläufe hinsichtlich der Reaktivierung des Flugbetriebes wurden durch die türkische Regierung unterbunden.

## Flugziele
Es wurden Flüge von verschiedenen europäischen Flughäfen zu Zielen in der Türkei durchgeführt.

## Flotte

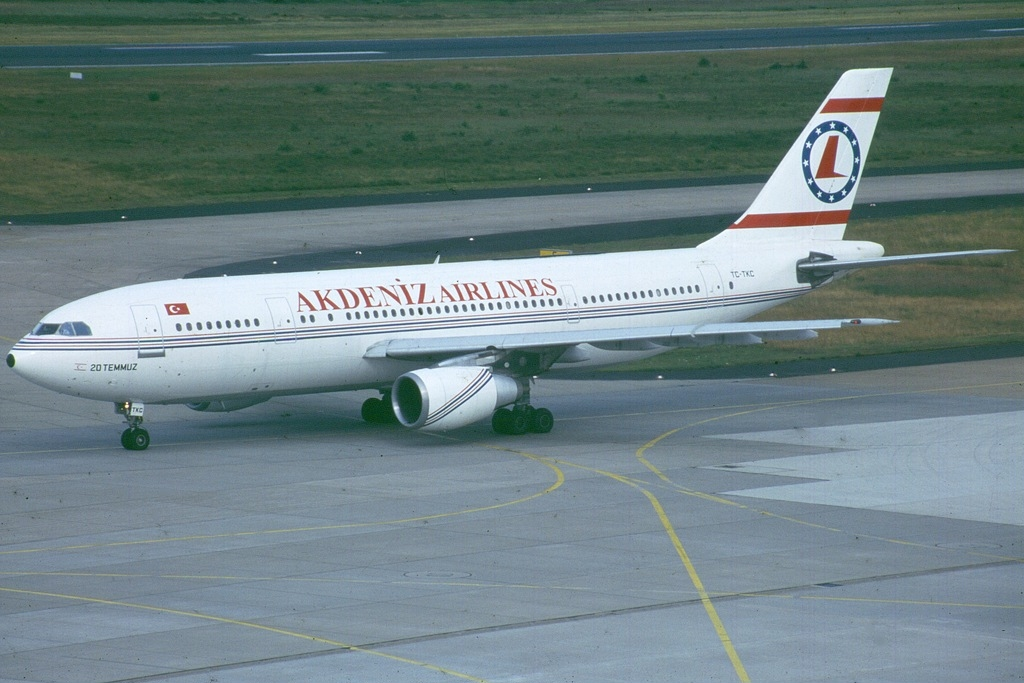
Airbus A300B4 der Akdeniz Airlines am Flughafen Köln/Bonn

Die Flotte der Akdeniz Airlines bestand zur Betriebsaufnahme im Mai 1995 aus drei Airbus A300B4.